# 中滔環保
中滔環保集團有限公司，簡稱中滔環保集團，以及中滔環保（英語：CT ENVIRONMENTAL GROUP LIMITED，港交所：1363），於1999年由徐湛滔（主席）和徐樹標（非親戚關係）在香港成立「西洲实业香港有限公司」。

## 历史
總部位於廣州，首席執行官為盧已立，業務在國內經營规划、设计、采购、建设、营运及维护工业污水处理。
首次當時港交所上市日期為2011年7月8日，當時代碼為1162.HK，但由於市況波動，故此擱置上市，當時招股價為1.68元至2.38港元，發行2.91億股，集資額為6.9億港元。2013年，中滔環保再次招股，集資額為5.03至6.73億港元之間，招股價為1.48至1.98港元，全球發行為3.4億股新股，富力地產董事長及大股東李思廉，則以1080萬元人民幣（176萬美元、1.75億日圓、1368萬港元、110萬英鎊）購入6%該公司股權，林建岳（麗新發展、寰亞綜藝主席）則考慮之中，上市日期為9月25日。
2016年6月30日，該公司大股東徐湛滔以私人持有「建大控股有限公司」，以1,000,000股購買該類股份，而建大持有合共3,529,500,000股本公司股份。